# Fritz Grobba
Fritz Grobba (geboren als Arthur Borg 18. Juli 1886 in Gartz; gestorben 2. September 1973 in Bonn) war ein deutscher Diplomat, der seit 1913 im Nahen und Mittleren Osten tätig war.

## Leben
„Fritz Konrad Ferdinand Grobba“ wurde als „Arthur Borg“ geboren und hat später seinen Namen „aborG“ umgedreht und erweitert. Nach Abschluss des Jurastudiums an der Universität Berlin sowie des Sprachenstudiums, Arabisch und Türkisch, am Seminar für Orientalische Sprachen und der Promotion begann er 1913 als Aspirant des Dragomanats am deutschen Konsulat in Jerusalem im Ottomanischen Reich. Grobba konvertierte später zum Islam.
Zwischen 1914 und 1918 war er Soldat in Palästina unter General Kreß von Kressenstein. In der Heeresgruppe Yıldırım war er zuständig für die Verhandlungen mit lokalen Arabern. Kurz nach dem Krieg war Grobba außerdem Schriftleiter der „Mitteilungen des Bundes der Asien-Kämpfer“ und begann dann eine Diplomatenlaufbahn im Auswärtigen Amt. 1923 ging er als Geschäftsträger nach Kabul und betrat dort diplomatisches Neuland. Von 1926 bis 1932 war er wieder im Auswärtigen Amt in Berlin und kam dann 1932 als Gesandter nach Bagdad.
Grobba handelte hier eine Militär- und Ausbildungshilfe zwischen dem Irak und dem Deutschen Reich sowie den Austausch von Manöverbeobachtern aus. Grobba verfasste eine arabische Kurzfassung von „Mein Kampf“. Er ging, begleitet von Willi Georg Steffen, im Januar 1939 als erster deutscher Gesandter nach Dschedda in Saudi-Arabien und überreichte dort König Abd al-Aziz ibn Saud sein Beglaubigungsschreiben; es war ein Filialposten. „Bevollmächtigter des Auswärtigen Amts für die arabischen Länder“ hieß er ab 1941. Bei Beginn des Zweiten Weltkrieges brach der Irak die diplomatischen Beziehungen zu Deutschland ab und Grobba wurde nach Berlin zurückberufen.

## Britisch-Irakischer Krieg im Mai 1941
Im Februar 1941 übernahm Erwin Rommel das Deutsche Afrikakorps in Libyen. Am 6. April begann mit dem Balkanfeldzug der deutsche Krieg gegen Griechenland, wodurch die Situation für Rommel und die Italiener während des „Afrikafeldzuges“ erleichtert wurde, da die Briten das Schwergewicht ihrer Aktivitäten von Nordafrika nach Griechenland verlegten.
Im Mai 1941 war zwischen Otto Abetz und François Darlan mit den „Pariser Protokollen“ ein Zwischenstand von Verhandlungen erreicht worden, der bei einer Ratifizierung den Deutschen die militärische Präsenz in Syrien, Tunesien und Französisch-Westafrika erlaubt hätte, als Gegenleistung sollten die täglichen Reparationskosten von 20 Millionen Reichsmark auf 15 Millionen Reichsmark gekürzt, weitere französische Kriegsgefangene aus deutscher Gefangenschaft entlassen und der Verkehr zwischen dem besetzten Frankreich und Vichy-Frankreich erleichtert werden.
Nach einem Staatsstreich im Irak durch den achsenfreundlichen ehemaligen Ministerpräsidenten Raschid Ali al-Gailani am 1. April 1941 verlegten die Briten am 12. April eine Brigade von Britisch-Indien nach Basra, um dort einen dauerhaften Militärstützpunkt zu errichten. Gailani wurde in einer von Unterstaatssekretär Woermann verfassten und von Staatssekretär Weizsäcker paraphierten Erklärung der Rat gegeben, „den bewaffneten Widerstand gegen England aufzunehmen“, und die Zusicherung, „daß Italien und Deutschland Unterstützung durch Waffen und Munition vorbereiteten“. Am 2. Mai 1941 brach der Britisch-Irakische Krieg aus, in dem die Briten die Kontrolle über ihr Einflussgebiet zurückgewinnen wollten.
Der deutsche Außenminister Ribbentrop organisierte eine diplomatische Aktion und schickte Grobba mit einer kleinen Gruppe aus drei Diplomaten, dem Sumerologen Adam Falkenstein und vier Soldaten der Spezialeinheit Brandenburger in den Irak und den Pariser Botschaftsangehörigen Rudolf Rahn nach Syrien. Grobba kam von Foggia, traf Rahn auf Rhodos und beide flogen, nachdem Rahns Flugzeug mit der Trikolore übermalt worden war, nach Aleppo im ehemaligen französischen Mandatsgebiet Syrien, das seit der französischen Kapitulation unter italienischer Militärkontrolle stand. Grobba flog unter dem Decknamen „Frank Gehrke“ sofort weiter nach Mossul und traf am 11. Mai in Bagdad ein. Die Luftwaffe bildete den „Sonderstab F“, der von Griechenland aus durch Luftwaffengeneral Hellmuth Felmy geführt wurde, und schickte das „Sonderkommando Junck“ mit zwei Flugzeugstaffeln in den Irak, aber diese Aktion geriet zu einem militärischen Desaster. Das begann damit, dass der deutsche Führungsoffizier, der Major (und Feldmarschallsohn) Axel von Blomberg, beim Anflug auf Bagdad abgeschossen wurde. Günther Pawelke, der schon in Bagdad Legationssekretär bei Grobba gewesen war, überlebte einen Abschuss.
In Syrien versuchte Rahn, auf der Basis der „Pariser Protokolle“ zu verhandeln, und versprach über Ribbentrop weitere Gegenleistungen für ein militärisches Mitwirken der in Syrien und im Libanon stationierten französischen Truppen. Er stieg in die Rolle eines militärischen Organisators, ließ den General Henri Fernand Dentz, den Befehlshaber der Vichy-Truppen in Syrien, binnen drei Tagen zwei Eisenbahnzüge mit 50 Waggons mit Waffen für die irakischen Truppen beladen und begleitete den Waffentransport auf der Bagdad-Bahn durch die neutrale Türkei nach Mossul. Den verletzten Fausi al-Kawukdschi ließ er in ein Lazarett nach Deutschland bringen und dessen führungslose Truppe rüstete er für den Kampf gegen die Engländer mit Waffen aus. Zwischendurch flog er nach Ankara und traf dort auf einen sichtlich desinteressierten Botschafter Franz von Papen, der den Transit von Flugbenzin aus Rumänien durch die Türkei beschleunigen sollte.
Auch die „Weisung Nr. 30“ vom 23. Mai 1941 bewirkte keinen Umschwung des Kriegsgeschehens. Ab dem 28. Mai standen die Briten vor Bagdad, am 31. Mai floh die irakische Regierung in den Iran. Mohammed Amin al-Husseini, der „Großmufti von Jerusalem“, richtete in Bagdad noch den Boden für ein Pogrom, bei dem zum jüdischen Fest Schawuot Anfang Juni das jüdische Ghetto von Bagdad zerstört wurde und 179 Juden starben, bevor auch er über Umwege nach Berlin floh. Für den Farhud wurde in dem Untersuchungsbericht auch die antisemitische Propagandaarbeit Grobbas verantwortlich gemacht.
Am 3. Juni setzte sich Grobba nach Syrien ab, weshalb die Briten eine spezielle Truppe aufstellten, um ihn festzunehmen. Grobba flog am 5. Juni über Athen zurück nach Berlin.
Nachdem die Briten die irakischen Truppen besiegt hatten, kam es am 8. Juni 1941 zu einem Krieg zwischen den Briten und den Vichy-Franzosen in Syrien und im Libanon und schließlich am 14. Juli 1941 zum Waffenstillstand von Akkon zwischen den Generalen Henry Maitland Wilson und Dentz. In dem Krieg waren gegen die Vichy-Franzosen auch Einheiten der Freifranzosen eingesetzt.
Rahn, der inzwischen zum Gesandten ernannt worden war, und seine Begleiter konnten über die Türkei entkommen. Folgt man Rahns Schilderung in seiner Autobiografie, die er 1947 im Nürnberger Zeugengefängnis schrieb, so entwickelten Grobba und er, als Diplomaten und Geheimagenten, militärische Aktivitäten, die am Ende nichts bewirkten, außer dass Rommel den Sommer 1941 in Nordafrika überstehen konnte, weil die Briten im Irak und in Syrien kurzzeitig aufgehalten wurden.

## Berlin
Zurück in Berlin erhielt Grobba von Ribbentrop die Funktion eines „Bevollmächtigten des Auswärtigen Amts für die arabischen Länder“, kurz „Arabien-Bevollmächtigten“, aber er wurde dann ein Opfer der Führungsansprüche des Mufti und von dessen Streit mit Gailani, unterlag dann in einer Auseinandersetzung mit Werner Otto von Hentig und wurde aus der Funktion gedrängt. Er wurde nach Paris versetzt, wo er in der „Historischen Archivkommission“ erbeutete französische Akten sichten sollte. Da er auch von dort versuchte, sich in die Orient-Politik einzumischen, wurde er zunächst ins Archiv des Auswärtigen Amtes in Hermsdorf/Glogau abgeschoben und war dann bis Kriegsende noch in der sächsischen Regierung in Dresden für Chemiefragen zuständig. Für Grobba waren Hentig, Canaris und Weizsäcker Vertreter der „traditionell sekundären deutschen Nahostpolitik“, die die Chancen, die Grobba (auch im Gegensatz zu Rahn) in einer aktiven Nahostpolitik gesehen hatte, – möglicherweise aus Opposition gegen Hitler – ausgelassen hatten.

## Nach Kriegsende
Nach Kriegsende war Grobba kurzzeitig Oberstaatsanwalt in Meiningen, wo er von den Sowjets verhaftet wurde und für zehn Jahre in sowjetische Gefangenschaft kam. Als er heimkehrte, beendeten die Exgenerale Hellmuth Felmy und Walter Warlimont unter der Leitung von Franz Halder für die „Historical Division“ der U.S.Army die Studie MS P-207 „Die deutsche Ausnutzung der arabischen Eingeborenenbewegung im Zweiten Weltkrieg“. Grobba verfasste dazu nach 1957 eine achtzigseitige Ergänzung. Die alten Feindschaften aus der NS-Zeit fanden so ihre Fortsetzung.
Ab 1959 lebte Grobba von seiner Botschafterpension und der Kriegsopferrente in Bad Godesberg, reiste noch einmal in den Irak zu seinen alten Freunden und verfasste seine Memoiren, die von Kohlhaas, Pawelke und von Hentig kritisiert wurden.
In der 2010 veröffentlichten Untersuchung Unabhängige Historikerkommission – Auswärtiges Amt: Das Amt und die Vergangenheit wird Grobbas Rolle im Irak 1941 nicht erwähnt.

## Schriften
- Der Schadensersatzanspruch wegen positiver Vertragsverletzung beim Werkvertrag, Gartz, 1913 (= Diss. jur. Greifswald 1913).
- Die Getreidewirtschaft Syriens und Palästinas seit Beginn des Weltkrieges, Orient-Buchhandlung H. Lafaire, Hannover 1923.
- Irak. Junker & Dünnhaupt, Berlin 1941, 2. Auflage 1943.
- Die deutsch-arabischen Beziehungen, in: Jahrbuch der Freunde der deutsch-arabischen Verständigung. Bonn-Venusberg 1963, S. 9ff.
- Männer und Mächte im Orient. 25 Jahre diplomatischer Tätigkeit im Orient, Musterschmidt, Göttingen 1967.
- Propaganda gegen England im Vorderen Orient. (Aufzeichnung vom 7. August 1941. PA des AA UStS Irak, 3), in: Bernd Philipp Schröder: Deutschland und der Mittlere Osten im Zweiten Weltkrieg.  Musterschmidt, Göttingen 1975, ISBN 3-7881-1416-9, S. 278–282.